# Stephen Lysak
Stephen John Lysak (Newark, 7 agosto 1912 – Yonkers, 30 luglio 2002) è stato un canoista statunitense.

## Palmarès

### Olimpiadi
- Oro a Londra 1948 nel C2 10000 metri.
- Argento a Londra 1948 nel C2 1000 metri.